# ASD Rossanese
L'Associazione Sportiva Dilettantistica Rossanese (storicamente Rossanese), è una società calcistica italiana di Rossano. Milita nel  campionato di eccellenza Calabria 2024-2025, e ha sede nella frazione del comune di Corigliano-Rossano (CS).

## Storia
L'Unione Sportiva Rossanese venne fondata nel 1909 e nei primi decenni della propria storia staziona nei campionati dilettantistici regionali sino alla seconda metà degli anni settanta in cui i rossoblù sono protagonisti di tornei conclusi sempre nella parte alta della classifica fino alla vittoria del campionato di Promozione Calabria 1978-1979 raggiungendo così la Serie D in cui resterà per quattro stagioni.
La Rossanese torna nella quarta serie nel 1990 e vi resterà, a parte qualche sporadica stagione in Eccellenza Calabria, per i successivi vent'anni; nel corso di queste stagioni si registrano la retrocessione per illecito sportivo decisa a tavolino nel campionato di Serie D 1998-1999 e la conquista dei play-off di Eccellenza 2008-2009. La squadra rossoblù, giunta terza in campionato, trionfa negli spareggi regionali contro Palmese e Praia per poi battere i campani dell'Atletico Nola e, nell'incontro decisivo, vincere ai calci di rigore contro i siciliani del Licata.
Nel 2012 la Rossanese cede il proprio titolo sportivo alla Silana (neonata società che rappresenta il comune di San Giovanni in Fiore), concludendo così la propria storia calcistica ultracentenaria.
Nel frattempo, la seconda formazione di Rossano, l'Audace Rossanese, vince il campionato calabrese di Prima Categoria, venendo promossa in Promozione e ponendosi di fatto come successore della società originale, cambiando i propri colori sociali da giallo-blu a rosso-blu, e facendosi carico dell'ultracentenaria storia calcistica della città ionica.
Nel successivo campionato di Promozione, l'Audace arriva seconda alle spalle del Corigliano Schiavonea, ottenendo comunque il ripescaggio in Eccellenza. Tuttavia, nonostante l'avvicendamento alla presidenza dell'imprenditore cosentino Franco De Caro e l'organico allestito per il salto di categoria, la stagione si rivelerà negativa e, a causa di problemi di natura economica, la Rossanese adotta una politica fondata sui giovani, disputando varie partite con i giocatori del settore giovanile e cogliendo l'ultimo posto in classifica, al netto di due vittorie e sette pareggi, ritornando così dopo un anno nel campionato di Promozione.
Nel campionato di Promozione la Rossanese conclude il girone A al quattordicesimo posto, perdendo i play-out con l'Amantea e retrocedendo in Prima Categoria. Nel mese di maggio viene nominato commissario straordinario Vincenzo Rago, con il compito di formare una nuova società. Tuttavia, nonostante vari tentativi, in estate il sodalizio termina la propria attività a causa di una crisi economica irreversibile.
Dopo due anni di inattività, nell'estate del 2017 nasce, dalla fusione fra Olympic Acri e Città di Rossano (militanti nel campionato di Promozione), l'Olympic Rossanese 1909, con Franco Galati come presidente, con l'intenzione di riprendere l'ultracentenaria tradizione sportiva dello storico club della città ionica. Il logo della nuova compagine sociale recupera la data "1909" (anno di fondazione della Società Sportiva Rossanese) e l'elefantino, storico simbolo del sodalizio bizantino. Al termine del campionato la squadra giunge seconda alle spalle del Corigliano e, dopo aver vinto la finale play-off (3-1) contro la Bovalinese, viene promossa in Eccellenza.
Il campionato 2018-2019 viene concluso al terzo posto, che vale l'accesso ai play-off per la promozione in Serie D. Nella finale intergirone è la Reggiomediterranea (seconda in campionato) che estromette i rossoblù vincendo in casa per due a zero. Nel mese di settembre, dopo essersi iscritta al successivo torneo, si ritira ancor prima dell'inizio del campionato.
Nella stagione 2024-2025 milita nel campionato di Eccellenza Calabria.

## Colori
I colori della Rossanese sono il rosso e il blu. La prima maglia a strisce verticali rosso-blu con pantaloncini blu. La seconda maglia quasi interamente bianca con risvolti rosso-blu.

## Strutture

### Stadio
La sede degli incontri casalinghi del sodalizio rossoblù è lo Stadio Stefano Rizzo, sito in viale Sant'Angelo. Fu inaugurato l'8 dicembre 1992, con una partita fra i padroni di casa e la Nazionale militare italiana, vinta dagli azzurri 2-1 grazie a una doppietta di Tramezzani. L'impianto ha una capienza di 4 500 posti circa, suddivisi in due tribune, una coperta che a sua volta si divide in tre settori: la Tribuna centrale (munita di sediolini rosso-bianco-blu, dove tra l’altro si trova la tribuna stampa) e due tribune laterali, e poi una scoperta, composta interamente da gradoni adibita a settore ospiti.
Lo Stefano Rizzo sostituì il campo Maria De Rosis, edificato negli anni trenta e costruito su un terreno regalato al Comune dalla famiglia De Rosis, che appose un vincolo alla destinazione del terreno che non fosse la costruzione di un centro sportivo. Oggi al posto del campo sportivo sorge un anfiteatro.

## Palmarès

### Competizioni regionali
- Coppa Italia Dilettanti Calabria: 1

2000-2001
- Eccellenza: 1

2000-2001 (girone calabrese)
- Promozione: 3

1978-1979 (girone calabrese), 1989-1990 (girone A calabrese), 2023-2024 (girone a calabrese).
- Prima Divisione: 1

1947-1948 (girone B)
- Prima Categoria : 3

### Altri piazzamenti
- Serie D:

Terzo posto: 1980-1981 (girone F)
- Eccellenza:

Terzo posto: 1999-2000, 2008-2009, 2018-2019
- Promozione:

Secondo posto: 2012-2013 (girone A), 2017-2018 (girone A)
Terzo posto: 1975-1976, 1977-1978, 1988-1989
- Coppa Italia Dilettanti Calabria:

Finalista: 2011-2012
Semifinalista: 2007-2008, 2008-2009, 2013-2014, 2019-2020

## Statistiche e record

### Partecipazione ai campionati
| Livello | Categoria                       | Partecipazioni | Debutto   | Ultima stagione | Totale |
| ------- | ------------------------------- | -------------- | --------- | --------------- | ------ |
| 5º      | Serie D                         | 10             | 1979-1980 | 2010-2011       | 22     |
| 5º      | Campionato Interregionale       | 4              | 1981-1982 | 1991-1992       | 22     |
| 5º      | Campionato Nazionale Dilettanti | 8              | 1992-1993 | 1998-1999       | 22     |

La Rossanese ha preso parte ad un totale di 22 campionati a livello nazionale 

### Partecipazione alle coppe
| Competizione            | Partecipazioni | Debutto   | Ultima stagione | Totale |
| ----------------------- | -------------- | --------- | --------------- | ------ |
| Coppa Italia Serie D    | 8              | 2001-2002 | 2010-2011       | 8      |
| Coppa Italia Dilettanti | 12             | 1971-1972 | 2018-2019       | 12     |

## Tifoseria

### Storia
Il tifo organizzato a Rossano nasce il 26 novembre 1986 grazie allo storico gruppo Quelli di Sempre.
Dopo 22 lunghi e intensi anni i Q.D.S. si sciolsero per colpa di una crisi economica societaria che causò il fallimento della squadra. 
Nel 2008 nasce il gruppo Brigata Bizantina noto anche come B.B.08.
Nell’estate del 2013 durante una partita di coppa, si sono verificati violenti scontri con l’altra fazione che hanno causato l’arresto e la diffida di molti ultrà rossanesi per accuse di vario titolo.
Dopo l’ennesimo fallimento societario, nel 2017 la squadra torna in attività e il gruppo di tifosi al seguito è la Brigata Bizantina.
Nel 2019 nasce la Curva Sud Rossano.

### Gemellaggi e rivalità
Amicizie
- Scalea[21]
- Vibonese[22]
- Igea Virtus
- Bovalinese

Rivalità
- Corigliano[23]
- Castrovillari[24]
- Vigor Lamezia[24]
- Sambiase

Rivalità minori sono quelle con Trebisacce, Milazzo, 
Nolae Silana.